# Deporte en California

## Eventos deportivos internacionales
California ha celebrado tres veces los Juegos Olímpicos. Los Ángeles, la ciudad más grande del estado, celebró  en 1932 y los de Juegos Olímpicos de 1984. Squaw Valley, California celebró los Juegos Olímpicos de invierno de 1960. Los Ángeles y San Francisco se postularon en el comité Olímpico de Estados Unidos para la candidatura de los Juegos Olímpicos de 2016, pero perdieron contra Chicago. 
Además de los Juegos Olímpicos, California también hizo la Copa Mundial de Fútbol de 1994 en San Francisco (Estadio Stanford en Stanford) y Los Ángeles (Rose Bowl en Pasadena).
En California se realizan numerosos torneos de golf del PGA Tour, entre ellos el Abierto de Los Ángeles y Abierto de San Diego. Los campos de golf de Pebble Beach y Olympic han sido sede de varias ediciones del Abierto de los Estados Unidos.
En tenis, el Masters de Indian Wells pertenece al ATP World Tour Masters 1000 y WTA Premier, y el Torneo de Stanford al WTA Premier. Anteriormente se realizaron el Torneo de Los Ángeles y el Torneo de San José.
En polo se efectuó el Campeonato Mundial de Polo de 1998 en Santa Bárbara y en 2022 se efectuará la XII versión del mundial en Indio.

## Eventos deportivos a nivel estatal

### Deportes de equipo profesionales
California tiene alrededor de quince equipos profesionales de grandes ligas, más que cualquier otro estado en Estados Unidos. El Área de la Bahía de San Francisco tiene equipos de tres ligas mayores en tres ciudades: San Francisco, Oakland y San José. El Área de Gran Los Ángeles, aunque fue el área metropolitana más grande en no tener un equipo de la National Football League durante dos décadas, cuando los Rams se mudaron a San Luis. San Diego tiene dos equipo de las ligas mayores y Sacramento tiene uno.
- National Football League
  - Los Angeles Rams
  - Los Angeles Chargers
  - San Francisco 49ers
- National Basketball Association
  - Golden State Warriors – Con sede en San Francisco
  - Los Angeles Clippers
  - Los Angeles Lakers
  - Sacramento Kings
- National Hockey League
  - Anaheim Ducks
  - Los Angeles Kings
  - San Jose Sharks
- Major League Baseball
  - Los Angeles Angels of Anaheim – Con sede en Anaheim
  - Los Angeles Dodgers
  - Oakland Athletics
  - San Diego Padres
  - San Francisco Giants
- Major League Soccer
  - Los Angeles FC
  - Los Ángeles Galaxy
  - San José Earthquakes

### Deportes universitarios
California, sede de algunas de las universidades más destacadas de Estados Unidos, cuenta desde hace tiempo con numerosos y respetados programas deportivos universitarios, en particular la Universidad del Sur de California (Southern California Trojans), la Universidad de California, Berkeley (California Golden Bears), UCLA y Stanford University (Stanford Cardinal), todas ellas miembros de la Pacific-12 Conference hasta el curso académico 2023-24. En 2024, la USC y la UCLA se unieron a la Big Ten Conference, mientras que California y Stanford se unieron a la Conferencia de la Costa Atlántica (ACC, en sus siglas en inglés). Suelen estar clasificadas a nivel nacional en los diversos deportes y dominan la cobertura mediática de los deportes universitarios en el estado. Además, estas universidades ostentan los estándares académicos más altos (en promedio) de todos los programas universitarios principales (División I de la NCAA). Las cuatro universidades están clasificadas, académicamente, entre las 30 mejores a nivel nacional: de hecho, la Cal o UCLA están clasificadas como la universidad pública número 1 del país (normalmente en el puesto 20 en la clasificación general) y Stanford como la universidad de la División 1A mejor clasificada académicamente del país (normalmente en el puesto 5 en la clasificación general).
California también alberga el tazón de fútbol americano universitario más antiguo, el Rose Bowl (Pasadena), al igual que el Pacific Life Holiday Bowl (San Diego), el Emerald Bowl (San Francisco) y el San Diego County Credit Union Poinsettia Bowl (San Diego).

### Deporte motor
California es uno de los estados donde el deporte motor tiene mayor tradición en Estados Unidos.
Los óvalos de madera de Altoona y Beverly Hills albergaron carreras del Campeonato Nacional de la AAA en la década de 1920. El superóvalo de Ontario fue sede de las 500 Millas de California del Campeonato Nacional del USAC y de las 500 de Los Ángeles de la Copa NASCAR. El superóvalo de Fontana, inaugurado en 1997, ha albergado carreras de 500 millas de la CART, la IndyCar Series y la Copa NASCAR.
Los autódromos Laguna Seca y Riverside se inauguraron en 1957, y Sears Point en 1967, donde se han disputado el Gran Premio de los Estados Unidos de Fórmula 1 y el Gran Premio de Estados Unidos del Campeonato Mundial de Motociclismo, además de carreras del USAC, la CART, la IndyCar, la Copa NASCAR, el Campeonato Mundial de Superbikes, la CanAm, el Campeonato IMSA GT, la American Le Mans Series y la Rolex Sports Car Series.
El circuito callejero de Long Beach ha albergado carreras de la presencia de la Fórmula 1, la CART, la IndyCar, la IMSA y la American Le Mans Series desde 1975.
El óvalo de Irwindale es sede del evento más prestigioso de la Formula Drift.
La National Hot Rod Association, la principal promotora de arrancones del mundo, se creó en California en 1951. Sus campeonatos profesionales han corrido en diversos picódromos de California, entre ellos Ontario, Sears Point y Pomona.

### Otros
Los Juegos Estatales de California, un evento deportivo tipo olímpico, se hace en California cada año. El Comité Olímpico Estadounidense es la que maneja este evento.
Muchos de los equipos deportivos de las preparatorias de California también aparecen en los rankings nacionales.
La mayoría de los X Games de verano se han disputado en California, al igual que los X Games de invierno de 1997.